# فریدپور-۳
فریدپور-۳ (به لاتین: Faridpur-3) یک منطقهٔ مسکونی در بنگلادش است که در ناحیه فریدپور واقع شده‌است.